# Церква Святого Георгія (Вигурівщина)
Церква Святого Георгія — історичний храм на честь Святого Побідоносця і Великомученика Георгія, він же по (старо)руські Єгорій Хоробрий і по козацькі, українські Юрій Переможець і Змієборець — православний храм у селі Вигурівщина на історичному Задніпров'ї, який існував тут, на теренах Чернігівської єпархії (пов'язаної з іменем Святителя Феодосія Чернігівського) щонайменше з 1708 року, при Гетьмані Івані Мазепі і Царю Петру І, згодом знесений і збудований заново 1876 року. Восени 1943 року храм, який на той час був на теренах Українського рейхскомісарства було зруйновано при відступі єврофашистами (нацистами, гітлерівцями), тоді ж було спалено і майже всю забудову цього старовинного села, яке постраждало чи не найбільше з усіх сіл історичного Задніпров'я.

## Історія храму
Першу відому за документами церкву Св. Георгія тут було побудовано 1708 року як парафіяльний храм козацького села Вигурівщина Київського полку, на теренах Чернігівської єпархії, що до 1699 року підпорядковувалась Феодосію Чернігівському прославленому Старою Церквою у лику Святителів, який багато зробив для заселення сіл історичного Задніпров'я коло майбутнього Нового Києва людьми з різних куточків Гетьманської України, Старої, Святої Русі і Християнської Ойкумени (Болгарія, Сербія).
На її місці 1876 року було збудовано нову церкву Святого Георгія. Іноді стверджується, що тоді було лише перебудовано храм 1708 року, однак наявні зображення спростовують це. Це був храм у «єпархіальному стилі», хрещатий у плані, з гранчастою вівтарною частиною. Середньохрестя церкви завершувалось 8-гранною банею з декоративною маківкою, дзвіниця теж була восьмигранна, з шатровим верхом у так званому неросійському стилі. Також територію храму було обнесено цегляним парканом, стовпчики якого прикрасили відтисками хрестів.
Свято-Георгіївська церква на 1876 рік входила до складу Вигурівщино-Слобідської парафії, до якої також входили церкви Воскресенської Слобідки, Микільської Слобідки та Троєщини. Настоятелем парафії та треба розуміти, Вигурівської церкви, був священик Єлисей Колчевський. Окрім нього, до штату входило два помічники та 3 псаломники (пономарі).
Храм Святого Георгія було закрито одним з перших серед храмів історичного Задніпров'я, ще 1931 року, і майже одразу переобладнаний під зерносховище.
Восени 1941 року, з початком нацистської, храм було заново освячено і відкрито для богослужінь. Восени 1943 року церкву було зруйновано, тоді ж було спалено і майже всі хати, забудову цього старовинного села .
Якщо порівнювати з іншими селами колишнього Остерського уїзду і історичного Задніпров'я (в тому числі Гоголів, Требухів, Княжичі) де в 1943 році теж горіли хати то Вигурівщина і Троєщина постраждали чи не найбільше і в подальшому це мало негативний вплив на життя існуючої сільської, християнської і церковної спільноти. Дійсно, якщо, наприклад, мешканцям Бортничів вдалося по війні збудувати на місці знищеної нову церкву, то подібна спроба по відновленню храму у Вигурівщини не була успішною. Тож вигурівці почали відвідувати Троїцьку церкву сусідньої Троєщини. На місці ж Георгіївської церкви 1950 року було збудовано Вигурівську семирічну школу. 1972 року школу у цій будівлі було закрито, натомість у ній розмістили цех взуттєвої фабрики. Цю споруду було зруйновано 1984 року, при знесенні забудови села Вигурівщина та будівництва масиву Вигурівщина-Троєщина.
Нині на цьому місці будинок по вул. Каштановій, 5 (7-й та 8-й під'їзди).